# Emil Killinger
Johann Georg Emil Karl Killinger (* 31. Januar 1851 in Triefenstein; † 14. August 1902 in Neckargemünd) war ein  seit 1880 im badischen Staatsdienst stehender Jurist.

## Leben

### Familie
Johann Killinger war der Sohn des Rentamtsaktuar Johann Melchior Killinger († 7. Mai 1877), einem Löwenstein-Wertheim-Freudenbergischen Rentbeamten und erwarb zum 10. Januar 1873 die badische Staatsangehörigkeit. Er heiratete am 26. September 1882 Elisabeth, geborene Helfrich (* 8. Februar 1861), Tochter des Heinrich Helfrich aus Mosbach. Aus dieser Ehe entstammen vier Kinder: Emil Philipp (* 11. Oktober 1887; † 1904, an den Folgen eines Duells), Erna Ottilie (* 12. April 1889 verheiratet mit dem Bauingenieur Ernst Gaber), Wilhelm († Kinderlähmung, Tumoroperation, Berlin) und Erich Walter (* 21. März 1893; † 18. Mai 1977).

### Ausbildung
Nach dem Abitur, das er am 17. Juli 1870 am Lyzeum Wertheim ablegte, studierte er ab dem Wintersemester 1870/71 bis zum Sommersemester 1872 Rechtswissenschaften an der Universität Würzburg und danach bis zum Sommersemester 1875 an der Universität Heidelberg. Nach der Wiederholungsprüfung wurde er ab 1877 Volontär bei verschiedenen Ämtern und legte im Juni 1880 das zweite Staatsexamen ab.

### Laufbahn
Ab dem 6. Oktober 1880 war Killinger als Gehilfe beim Bezirksamt Donaueschingen tätig. Wenige Monate später, am 1. Januar 1881, begann er seine Arbeit als Amtsgehilfe beim Bezirksamt Überlingen. In der Folge war er in einigen Bezirksämtern als Dienstverweser tätig: Zum 22. Mai 1881 beim Bezirksamt Säckingen, zum 4. Juli 1881 beim Bezirksamt Staufen, zum 29. August 1881 beim Bezirksamt Schopfheim und zum 27. September 1881 beim Bezirksamt Ettlingen. Am 20. Oktober 1881 wurde Killinger Gehilfe beim Bezirksamt Buchen, wo er am 27. Juni 1882 zum Amtmann ernannt wurde. In dieser Position diente er ab dem 16. August 1882 beim Bezirksamt Tauberbischofsheim und ab dem 21. April 1887 beim Bezirksamt Schönau. Als Oberamtmann arbeitete Killinger ab dem 29. März beim Bezirksamt Bretten und ab dem 18. September 1898 beim Bezirksamt Wertheim. Am 11. April 1902 wurde er zudem zum Geheimen Regierungsrat ernannt. 
Johann Killinger starb am 14. August 1902 im Kurhaus für Nerven- und Gemütskranke in Neckargemünd und wurde am 17. August 1902 in Wertheim bestattet.

## Auszeichnungen
- Ritterkreuz I. Klasse des Ordens von Zähringer Löwen im Jahre 1894
- Badische Landwehr-Dienstauszeichnung
- Kriegsdenkmünze für die Feldzüge 1870–71
- Preußische Erinnerungsmedaille zum 100jährigen Geburtstag Kaiser Wilhelms I.